# Idionyx selysi
Idionyx selysi – gatunek ważki z rodziny Synthemistidae. Występuje w Azji Południowo-Wschodniej; stwierdzony w Mjanmie, Tajlandii i Laosie; być może występuje też w Kambodży, Wietnamie i prowincji Junnan w południowych Chinach.